# خانه کربلایی محمد قلی دوستی دیلمی
خانه کربلایی محمد قلی دوستی دیلمی مربوط به دوره پهلوی است و در شهرستان علی‌آباد، بخش کمالان، دهستان استرآباد، روستای ماهیان واقع شده و این اثر در تاریخ ۲۲ آبان ۱۳۸۶ با شمارهٔ ثبت ۲۰۰۵۵ به‌عنوان یکی از آثار ملی ایران به ثبت رسیده است.